# Hariprasad Chaurasia
Pandit Hariprasad Chaurasia (Allahabad, 1º luglio 1938) è un compositore e musicista indiano.
Viene considerato un virtuoso del flauto bansuri.

## Biografia
Nasce ad Allahabad, in India, il 1º luglio 1938, da una famiglia di non musicisti. Il padre, lottatore di wrestling, voleva fargli intraprendere la sua stessa carriera e andava in collera per il fatto che il figlio fosse interessato alla musica. Così Hariprasad iniziò a studiare di nascosto il flauto bansuri, da cui era rimasto folgorato dopo aver ascoltato alla radio il maestro Bholanath, noto flautista di Varanasi.
Inizia a lavorare come compositore ed esecutore all'età di circa venti anni, sia per la radio (alla All India Radio) sia per il cinema. Ma è dall'incontro con Annapurna Devi che lo stile e la sostanza della musica di Chaurasia subiscono una reale svolta. Attraverso lo sviluppo delle possibilità espressive del flauto bansuri, riuscirà da quel momento a definire il proprio stile, fatto di una combinazione di innovazione e tradizione.
Per Hariprasad il flauto bansuri è il simbolo della cosiddetta "chiamata spirituale e suono del divino amore". Il flauto bansuri infatti era considerato nella tradizione indù uno strumento mistico, usato dal dio Krishna per addomesticare gli animali e sedurre gli uomini.
Chaurasia insegna in un suo gurukul (scuola di musica) nei sobborghi di Bombay e dirige il World Music Department al Rotterdam Music Conservatory. Ha raggiunto lo status di Pandit (maestro riconosciuto), titolo che viene assegnato a persone di elevato livello culturale. La discografia di Chaurasia è vasta ed egli è attualmente considerato uno dei maggiori rappresentanti della musica classica indiana, con un livello di popolarità paragonabile a quello di Bismillah Khan e Ravi Shankar.